# ポッツォール・グロッポ
ポッツォール・グロッポ（伊: Pozzol Groppo）は、イタリア共和国ピエモンテ州アレッサンドリア県にある、人口約300人の基礎自治体（コムーネ）。

## 地理

### 位置・広がり
| 隣接するコムーネは以下の通り。 - チェーチマ (PV) - ゴディアスコ・サリーチェ・テルメ (PV) - モンペローネ - モンテマルツィーノ - ヴォルペード |

### 地震分類
イタリアの地震リスク階級 (it) では、3 に分類される
。

## 行政

### 分離集落
ポッツォール・グロッポには、以下の分離集落（フラツィオーネ）がある。
- Biagasco, Brienzone, Ca' D'Andrino, Ca' di Bruno, Casa Franchini, Casa Lucchi, Fracchio, Groppo Superiore, Monastero, Mongarizzo, Montemerlano, Monticelli, San Lorenzo (sede comunale)